# تقی اخوان نیاکی
سید تقی اخوان نیاکی (متولد ۱۳۳۵) پژوهشگر ایرانی و استاد ممتاز دانشکده صنایع دانشگاه صنعتی شریف است. او در سال ۱۳۹۳ به‌عنوان استاد ممتاز انتخاب شد.

## تحصیلات
نیاکی لیسانس خود را در سال ۱۳۵۸ از دانشگاه صنعتی شریف گرفت و سپس به آمریکا رفت و کارشناسی ارشد مهندسی صنایع را در سال ۱۹۸۸ و دکتری مهندسی صنایع را در سال ۱۹۹۲ از دانشگاه ویرجینیای غربی گرفت.

## سوابق آموزشی
۱۳۸۳–۱۳۸۷ رئیس مهندسی صنایع دانشگاه صنعتی شریف
۱۳۷۹–۱۳۸۳ مدیر گروه مهندسی صنایع دانشگاه صنعتی شریف
۱۳۷۶–۱۳۷۹ رئیس مهندسی صنایع دانشگاه صنعتی شریف
۱۳۷۲–۱۳۷۵ مدیر گروه مهندسی صنایع دانشگاه صنعتی شریف 

## فعالیت‌های علمی
سردبیر مجله Scientia Iranica، از مارس ۲۰۱۶ تا اکنون.
سردبیر مجری مجله علمی و پژوهشی شریف، اسفند ۱۳۹۴ – اسفند ۱۳۹۷.
سردبیر مجله مهندسی صنایع و مدیریت شریف، ۱۳۸۸ تا اکنون.
رئیس گروه مهندسی صنایع، دانشگاه صنعتی شریف، مرداد ۱۳۸۳ – مرداد ۱۳۸۷.

## تالیفات
نظریه احتمال و کاربرد آن نشر دانشگاه صنعتی شریف
تجزیه و تحلیل رگرسیون نشر دانشگاه صنعتی شریف